# 隠戸 (給油艦)
隠戸（おんど）は、大日本帝国海軍の特務艦で、隠戸型給油艦の1番艦。艦名は広島県呉市の「音戸瀬戸」にちなんで名づけられた。「隠戸」は「音戸」の別表記であり、「隠渡」とも書かれた。

## 艦歴
大正12年度艦艇補充計画により、川崎造船所で大正12年3月12日に竣工し、呉鎮守府籍となる。竣工後、石油輸送に従事する。1925年（大正14年）12月に第一予備艦となって兵装等を還納後、1926年（大正15年）2月から1927年（昭和2年）3月までは第四予備艦となり乗員が配置されなかったが、昭和2年4月に再就役の後は再び、北アメリカ方面、タラカンなどからの石油輸送に任じる。1928年（昭和3年）12月4日の御大礼特別観艦式では「間宮」などとともに拝観者搭乗艦に指定された。
1941年（昭和16年）10月15日付で第六艦隊（清水光美中将・海軍兵学校36期）付属となり、補給部隊に属する。日本本土とクェゼリン環礁間での輸送任務に従事し、1943年（昭和18年）に入ってからは昭南（シンガポール）、パレンバン、ミリから日本本土およびトラック諸島、パラオ方面への石油輸送に従事した。11月15日、単独で2513船団を編成して駆逐艦「早苗」護衛の下にパラオを出港しバリクパパンに向かう。3日後の11月18日夜、北緯04度52分 東経122度07分 / 北緯4.867度 東経122.117度のセレベス海を航行中にアメリカ潜水艦ブルーフィッシュ (USS Bluefish, SS-222) の攻撃を受け中破し、護衛の「早苗」は沈没して船団は消滅した。曳航されてマニラに入港し修理が行われたが、1944年（昭和19年）11月13日にマニラ湾でアメリカ第38任務部隊（ジョン・S・マケイン・シニア中将）の艦載機による空襲を受け沈没した。12月20日に除籍。

## 特務艦長
※『日本海軍史』第9巻・第10巻の「将官履歴」に基づく。階級は就任時のもの。
艤装員長
- （心得）吉田茂明 中佐：1922年11月1日[28] - 1922年12月1日
- 吉田茂明 大佐：1922年12月1日[29] - 1923年3月12日[30]

特務艦長
- 吉田茂明 大佐：1923年3月12日[30] - 10月20日[31]
- （心得）津留雄三 中佐：1923年10月20日[31] - 1924年5月7日[32]
- （心得）鹿野弘 中佐：1924年5月7日[32] - 不詳
- 鹿野弘 大佐：不詳 - 1924年12月1日[33]
- 鈴木義一 大佐：1924年12月1日 - 1925年4月1日
- 瀬崎仁平 大佐：1925年4月1日 - 1925年12月1日
- 鈴木勇 大佐：1925年12月1日[34] - 1926年2月20日[35]
- 入江淵平 大佐：1927年3月1日[36] - 1927年10月15日[37]
- 羽仁潔 大佐：1927年10月15日[37] - 1928年4月1日[38]
- 真崎勝次 大佐：1928年4月1日 - 1928年12月4日
- 野原伸治 中佐：1928年12月4日[39] - 1929年5月1日[40]
- 吉田四郎 中佐：1929年5月1日[40] - 1930年2月5日[41]
- 一色建之介 大佐：1930年2月5日[41] - 1930年12月10日[42]
- 宍戸好信 大佐：1930年12月10日 - 1931年4月1日
- 大川内傳七 大佐：1931年4月1日 - 1931年11月14日
- 高木資雄 中佐：1931年11月14日[43] - 1932年2月25日[44]
- 佐藤正四郎 大佐：1932年2月25日 - 1932年12月1日
- 大橋五郎 中佐：1932年12月1日[45] - 1933年11月15日[46]
- 大塚幹 中佐：1933年11月15日 - 1934年8月25日
- 中村季雄 中佐：1934年8月25日[47] - 1935年2月15日[48]
- 神山徳平 中佐：1935年2月15日[48] - 1935年10月25日[49]
- 工藤久八 中佐：1935年10月25日 - 1936年2月15日
- 鎌田道章 大佐：1936年2月15日 - 1936年11月2日
- 小住徳三郎 大佐：1936年11月2日 - 1937年4月1日
- 大杉守一 大佐：1937年4月1日 - 1937年11月15日
- 庄司芳吉 中佐：1937年11月15日 - 1938年11月1日
- 黒瀬浩 大佐：1938年11月1日 - 1939年11月15日
- （兼）江口松郎 大佐：1940年11月15日 - 1940年12月20日[50]
- 浦孝一 大佐：1940年12月20日[50] - 1941年2月24日[51]
- 大藤正直 大佐：1941年2月24日[51] - 1941年11月1日[52]
- 杉本道雄 大佐：1941年11月1日 - 1942年9月20日
- 松良考行 大佐：1942年9月20日 - 1942年12月26日
- 池内正方 大佐：1942年12月26日 - 1943年10月15日[要出典]
- 辻田正一 大佐：1943年10月15日[要出典] -

## 公試成績
| 実施日        | 種類              | 排水量         | 回転数 | 出力      | 速力         | 場所   | 備考 | 出典   |
| ------------- | ----------------- | -------------- | ------ | --------- | ------------ | ------ | ---- | ------ |
| 1923年1月27日 | 公試全力(1/5載貨) | 約7,400英トン  | 89rpm  | 6,191馬力 | 15.739ノット | 淡路沖 |      | [ 53 ] |
| 1923年2月1日  | 公試全力(満載)    | 約15,400英トン | 87rpm  | 5,966馬力 | 13.770ノット | 同上   |      | [ 54 ] |